# Tajemství jejich očí (film, 2015)
Tajemství jejich očí (v anglickém originále Secret in Their Eyes) je americký psychologický film z roku 2015. Režisérem filmu je Billy Ray. Hlavní role ve filmu ztvárnili Chiwetel Ejiofor, Nicole Kidman, Julia Roberts, Dean Norris a Michael Kelly.

## Obsazení
| Chiwetel Ejiofor | Raymond Kasten   |
| Nicole Kidman    | Claire Sloan     |
| Julia Roberts    | Jessica Cobb     |
| Dean Norris      | Bumpy Willis     |
| Michael Kelly    | Reginald Siefert |
| Alfred Molina    | Martin Morales   |
| Zoe Graham       | Carolyn Cobb     |
| Lyndon Smith     | Kit              |